# 道の駅芸能とトキの里

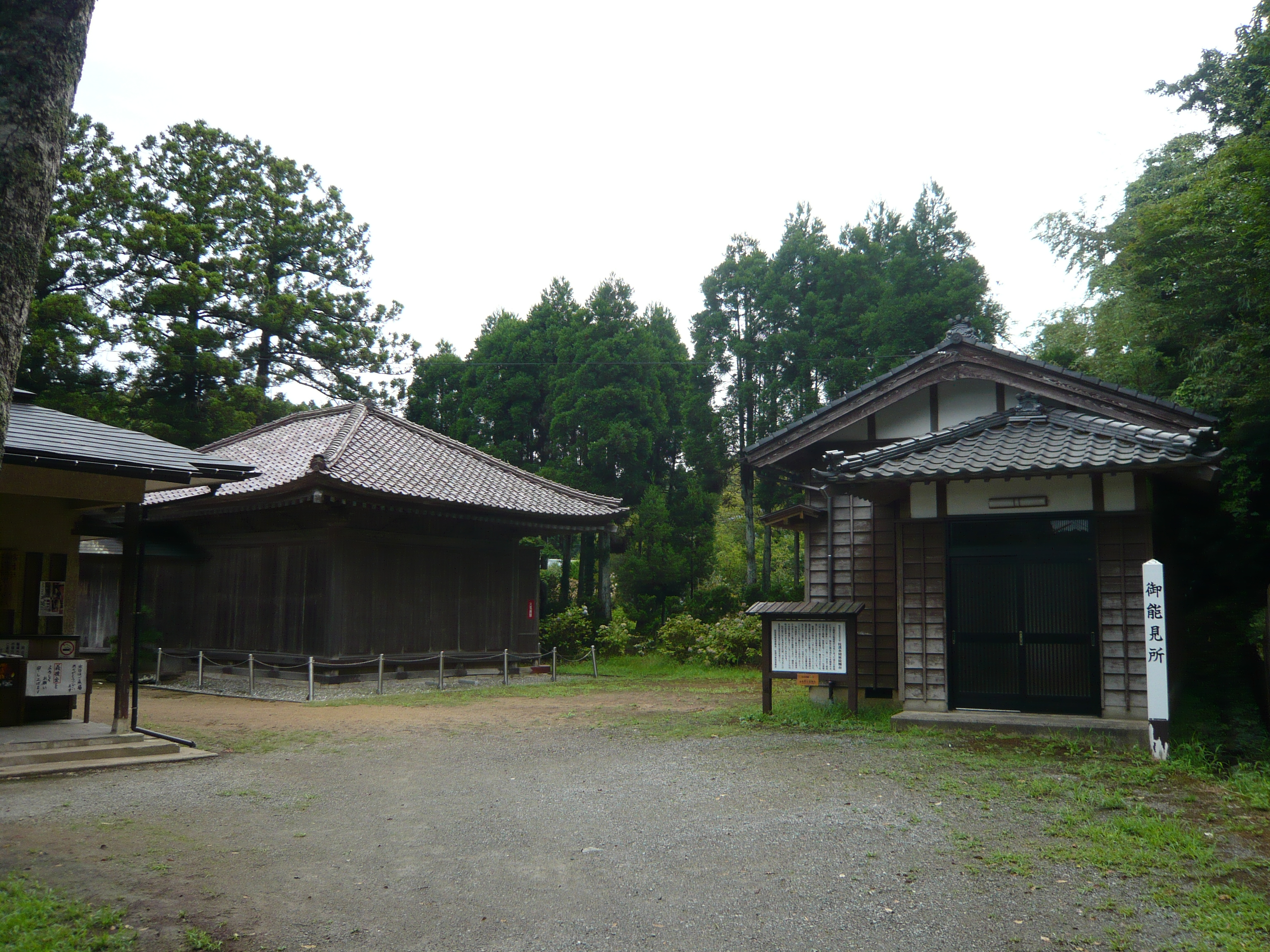
本間家能舞台

道の駅芸能とトキの里（みちのえき げいのうとトキのさと）は、かつて新潟県佐渡市吾潟にあった新潟県道65号両津真野赤泊線の道の駅である。2009年（平成21年）にトイレ等を除き閉鎖となり、2019年（平成31年）に完全閉鎖となった。なお、廃駅ではなく同市両津夷に2020年（令和2年）5月に開駅した道の駅あいぽーと佐渡への移転という扱いである。

## 概要
両津港から県道両津真野赤泊線（通称「南線」）を南へ少し行ったところにある。加茂湖のほとりにあり、展望台食堂からの眺めはよく、また道を挟んだ向かいに本間家能舞台があり、有料の能楽館では、ロボットが演じる薪能「道成寺」のダイジェストを見ることができた。しかし、経営母体の佐渡汽船の経営悪化から2009年（平成21年）1月15日に道の駅としての駐車場やトイレが使えるのみで物産館や体験施設、展望大食堂などの施設は閉鎖となった。新潟国際芸術学院が買収し、2011年（平成23年）6月3日「新潟国際芸術学院佐渡研究院」としてオープンした。

## 施設
- 駐車場
  - 普通車：98台
  - 大型車：20台
  - 身障者用：2台
- トイレ（いずれも24時間利用可能）
  - 男：大 6器、小 18器
  - 女：17器
  - 身障者用：1器
- 公衆電話：1台
- 佐渡広域食品流通センター
- 体験施設「イルクオーレ」（9時 - 16時）

### 管理
- 佐渡市

## 休館日
- 年末年始
- 毎週日曜日（佐渡広域食品流通センター、イルクオーレのみ）
- 毎週水曜日（佐渡広域食品流通センターのみ）

## アクセス
- 新潟県道65号両津真野赤泊線

## 周辺
- 佐渡トキ保護センター
- 椎崎温泉